# 星期三下午3點30分
《星期三下午3點30分》（韓語：수요일 오후 3시 30분），為韓國SBS Plus於2017年6月7日播出的電視迷你劇。內容講述了女主角透過青梅竹馬天才咖啡鑑賞師的幫忙下，恢復與男友愛情的故事。

## 演員陣容

### 主要人物
| 演員            | 角色   | 介紹 |
| 李弘彬 （VIXX） | 尹在元 | 天才咖啡鑒賞師。孫恩羽的青梅竹馬。因為恩羽在星期三下午3點30分與男友分手，所以特別製訂了「星期三下午3點30分Project」，來幫孫恩羽與分手的男友復合，並以此作為交換條件，住在恩羽家。幫恩羽領養了一隻小狗，並和恩羽一起飼養。原本打算在娜妍回國後告白，但後來卻發現自己喜歡上了恩羽。 |
| 秦基周          | 孫恩羽 | 不幸被男友甩的女主角；與尹在元是青梅竹馬。後來因為在元的「星期三下午3點30分Project」，成功與男友復合。後來發現自己已經喜歡上在元，所以向勝圭提出了分手。 |
| 安普賢          | 白勝圭 | 孫恩羽的前男友。是個花心男，和恩羽交往的同時也和惠媛交往，後來為了和恩羽復合，與惠媛分手。 |
| 車貞媛          | 孔娜妍 | 咖啡店的社長，喜歡在元，想成為在元最後的女人。一開始騙在元自己是要出國研修，後來向在元坦承是因為長瘤去首爾治療。 |
| 金惠智          | 金惠媛 | 恩羽的下屬，勝圭的劈腿對象。 |
| 曺承希          | 崔善雅 | 咖啡店員工。 |